# Steve Missillier
Steve Missillier (Annecy, 12. prosinca 1984.) umirovljeni je francuski alpski skijaš. Natjecao se uglavnom u slalomu i veleslalomu, a nešto rjeđe i u superveleslalomu.

## Životopis
Rođen je u Annecyu, skijaškom gradu u francuskim Alpama, gdje je odmalena počeo skijati. Svoju prvu juniorsku utrku skijao je 1999. godine u Le Grand-Bornandu.
U Europskom skijaškom kupu, tzv. Europacupu, počeo se natjecati 2003. Ipak, prve rezulate počeo je ostvarivati u krajem 2007. i početkom 2008., kada je ostvario četiri postolja u slalomu, i od toga dvije pobjede. Pobijedio je u austrijskom Naudersu, u siječnju 2008., i pred domaćom publikom u Montgenèvreu, u ožujku iste godine.
Dvaput je nastupio na svjetskim juniorskim smotrama. 2003. u Montgenèvre bio je 5. u slalomu, dok je na prvenstvu u slovenskom Mariboru 2004. nastupio i u superveleslalomu i u slalomu. U slalomu je uspio osigurati drugu vožnju, te je završio na 17. mjestu, dok je u superveleslalomu u prvoj vožnji bio na 58. mjestu.
Usporedno s natjecanjima u Europskom skijaškom kupu, 13. prosinca 2004. upisao je prvi nastup i u Svjetskom skijaškom kupu, no prve značajnije rezultate nije ostvarivao do 2008. godine. Ipak, u sezoni 2006./2007. pet puta je bio među 15 najboljih skijaša, a sezonu kasnije najbolji je bio u Kitzbühelu, gdje je bio 11., ali je u gotovo svakoj utrci bio među 15 ili 20 najboljih skijaša. Prvi put se među 10 najboljih upisao na slalomskoj utrci 16. studenog 2008. u Leviju, nakon čega je 28. veljače 2009. u Kranjskoj Gori bio najbliži postolju, osvojivši 5. mjesto. Krajem skijaške sezone 2009./2010. u slalomu je ukupno bio 15., a u veleslalomu 18.
Zahvaljujući nizu uspješnih sezona, uspio se plasirati na Zimske olimpijske igre 2010. u Vancouveru. Drugu vožnju ostvario je jedino u veleslalomu i završio na 13. mjestu, kao najbolji francuski skijaš u tehničkim disciplinama na tim Igrama. Iste godine, pet puta je bio među deset najboljih skijaša u slalomskim i veleslalomskim utrkama. Dok je na Svjetskom prvenstvu 2009. u Val-d'Isèreu bio 6. u slalomu, na Svjetskom prvenstvu 2011. u Garmisch-Partenkirchenu je u slalomskoj utrci izletio sa staze već u prvoj vožnji. 
U sezonu 2011./2012. ušao je odlučnije, i ostvario osam plasmana među 10 najboljih, od čega je najbolji rezultat 4. mjesto u slalomskoj utrci u Kitzbühelu. Sljedeće skijaške sezone nastavio ja nizati dobre rezultate i ostvario 5 plasmana među 10 najboljih. Najbolji rezultati bili su mu 6. mjesto na slalomskoj utrci Snježni kralj, gdje je bio najbolje plasirani francuski skijaš, i jedno 5. mjesto. U ostalim utrkama uglavnom je završavao između 15. i 20 mjesta.
Postignuće cijele svoje karijere ostvario je na svojim drugim Zimskim olimpijskim igrama, održanima 2014. u ruskom Sočiju. Tamo je skijao probne utrke u sve tri discipline, ali jedino je u veleslalomu odlučio izaći na start. Nakon dobre prve vožnje, odlično je odskijao drugu vožnju i na kraju pomalo neočekivano osvojio srebrno odličje, jer niti unutar same francuske reprezentacije nije smatran prvim kandidatom za olimpijsko odličje.
Osim olimpijskog srebra, triput se okitio naslovom francuskog državnog prvaka;
- slalom - 2007. godine,
- slalom - 2012. godine i
- veleslalom - 2013. godine.

## Vanjske poveznice
- Službena stranica - www.steve-missillier.com  Arhivirana inačica izvorne stranice od 28. listopada 2016. (Wayback Machine) (fr.)
- Steve Missillier na stranicama Svjetskog skijaškog saveza (engl.)
- Steve Missillier na stranicama skijaške baze podataka ski-db.com (engl.)
- Steve Missiller  Arhivirana inačica izvorne stranice od 15. rujna 2011. (Wayback Machine), olimpijski rezultati na stranicama sports-refrence.com (engl.)